# 정은옥
정은옥(鄭恩玉, Jung, Eunok, 1966년 ~ )은 대한민국의 수학자로 건국대학교 이과대학 수학과 교수이며, 
제7대 한국산업응용수학회 회장이다.